# Mirosławiec
Mirosławiec (en allemand : Märkisch Friedland ; en cachoube : Frédlądk) est une ville de la voïvodie de Poméranie occidentale, dans le nord-ouest de la Pologne. Elle est le siège de la gmina de Mirosławiec, dans le powiat de Wałcz.

## Histoire
De 1772 à 1945, Märkisch Friedland fait partie de l'arrondissement de Deutsch Krone, dans le district de Marienwerder au sein de la province de Prusse-Occidentale